# TV-året 2021

## Händelser
- 6 februari–13 mars – Melodifestivalen.[1]
- 27 maj – Specialavsnittet av TV-serien Vänner, Friends: The Reunion har premiär, och blir den första återföreningen sedan serien avslutades 2004.

## TV-seriestarter
- 17 januari – svensk premiär för Tunna blå linjen.[2]
- 19 mars - svensk premiär för Huss.
- 7 april – premiär för Netflixs svenska dramaserie Snabba cash.
- 9 juli – premiär för den svenska pratshowen Tilde.
- 17 september –  premiär för Netflixs sydkoreanska Överlevnadsdramaserie Squid Game
- 23 september – premiär för den amerikanska komediserien That Girl Lay Lay på Nickelodeon.

## Avlidna
- 23 januari – Larry King, 87, amerikansk programledare (Larry King Live).[3]
- 27 januari – Cloris Leachman, 94, amerikansk skådespelare (The Mary Tyler Moore Show, Rhoda, Phyllis, Vita huset nästa?, Malcolm – Ett geni i familjen).[4]
- 3 mars – Nicola Pagett, 75, brittisk skådespelare (Herrskap och tjänstefolk).[5]
- 5 mars – Birgitta Rasmusson, 81, svensk bakboksförfattare och jurymedlem (Hela Sverige bakar).[6][7]
- 28 augusti – Anki Larsson, 67, svensk skådespelare (Saltön).[8]
- 6 november – Clifford Rose, 92, brittisk skådespelare (Hemliga armén, Kessler).[9]
- 31 december – Betty White, 99, amerikansk skådespelare (The Mary Tyler Moore Show, Pantertanter, Hot in Cleveland).[10]